# Makubetsu
Makubetsu (幕別町?) è una cittadina giapponese della prefettura di Hokkaidō.